# Josly Piette
Josly Piette (Glaaien, 5 oktober 1943) is een Belgisch voormalig syndicalist voor het ACV en voormalig politicus voor de cdH. 

## Levensloop
Vrij jong werd Piette arbeider bij wapenproducent FN te Herstal. Hij kreeg er een opleiding als machinebediener. Hij sloot zich aan bij de Confédération des syndicats chrétiens (CSC), de Franstalige vleugel van de christelijke vakbond ACV. Piette nam al snel bij FN een jongerenmandaat op en in 1971 kwam hij in dienst bij de CSC waar hij leidinggevende functies bekleedde, zo was hij van 1982 tot 1991 gewestelijk secretaris voor de vakbond in Luik. In 1991 werd hij algemeen secretaris. In deze functies was hij een bruggenbouwer tussen vakbonden en werkgevers.
In 2005 onderhandelde hij samen met ACV-voorzitter Luc Cortebeeck over het Generatiepact, onder meer over een aantal sociaal-economische maatregelen die het land moeten voorbereiden op de gevolgen van de vergrijzing. Tot aan zijn pensioen, eind 2005, bleef hij secretaris-generaal van de christelijke Franstalige vakbond CSC. Hij werd opgevolgd in deze hoedanigheid door Claude Rolin. Piette stond aangeschreven als een gewiekst onderhandelaar. Deze gave van het overleg moest tijdens zijn carrière meermaals bewijzen bij diverse conflicten in de regio Luik, onder meer bij de herstructurering van Val-Saint-Lambert of de sluiting van Presses Raskin. Hij zette zich ook in voor de verdere uitbouw van het Europese syndicalisme. Daarbij bekleedde hij diverse mandaten: lid van het nationaal bureau van de Mouvement ouvrier chrétien (MOC), vicevoorzitter van de president van de Centrale Raad voor het Bedrijfsleven, beheerder van Dexia Bank België.
Na de gemeenteraadsverkiezingen van 2006 werd hij gemeenteraadslid en burgemeester van zijn woonplaats Bitsingen in het noorden van de provincie Luik. Op 21 december 2007 kreeg zijn carrière een onverwacht vervolg met zijn aanstelling als minister van Werk in de interim-regering-Verhofstadt III. Eerder schoof hij aan als onderhandelaar bij het moeizame regeringsformatieberaad gedurende het laatste semester van 2007. Daar vielen zijn kwaliteiten als onderhandelaar op. Ook etaleerde hij een grondige dossierkennis. Opmerkelijk was dat Piette als federaal minister geen Nederlands kende. Bij de vorming van de regering-Leterme I gaf Piette te kennen geen minister meer te willen zijn in die regering. 
Met ingang van 1 april 2009 werd Piette voor zes jaar benoemd tot voorzitter van het beheerscomité van de Rijksdienst voor Sociale Zekerheid (RSZ). Bij de lokale verkiezingen van 2018 stelde hij zich geen kandidaat meer.
Piette is bestuurder van de Waalse investeringsmaatschappij Socofe, de gemeentelijke holding Publigas, gasnetwerkbeheerder Fluxys en Publipart.